# Anders Landström
Anders Sigurd Landström, född 30 maj 1955 i Uppsala, är en svensk filmproducent.

## Producent
- 2005 – Vinnare och förlorare
- 2003 - En ö i havet (TV-serie)
- 2002 - Elina – som om jag inte fanns